# 錘背南鰍
錘背南鰍（學名：Schistura fusinotata）為輻鰭魚綱鯉形目條鰍科南鰍屬的其中一種。分布於亞洲寮國Xe Kong流域，本魚身體有11-16條橫帶，比間隙寬， 體側中央的有一條寬縱帶斑紋與橫帶上重疊，背鰭鰭條的基底的一個小的黑色斑點，體長可達4.3公分，棲息在森林河川底層水域，生活習性不明。

## 扩展阅读
維基物種上的相關：錘背南鰍